# کورالی برتران
کورالی برتران (فرانسوی: Coralie Bertrand‎؛ زادهٔ ۱۰ آوریل ۱۹۹۴) بازیکن راگبی ۷ نفره زن اهل فرانسه است.
وی در مسابقات کشوری و بین‌المللی در مجموع برندهٔ ۱ مدال نقره شده‌است.